# Ōiso
Ōiso (大磯町, Ōiso-machi) és una vila i municipi pertanyent al districte de Naka de la prefectura de Kanagawa, a la regió de Kanto, Japó. Es tracta d'una petita localitat turística del Sagami Meridional o Shōnan.

## Geografia
La vila d'Ōiso es troba localitzada a la regió del Sagami Meridional o Shōnan que compren tota la línia costera de la badia de Sagami, a l'oceà pacífic. Excepte el terreny de costa, la resta del terme té un relleu escarpat, amb pujols. Les platjes de la vila són ben conegudes i són un destí popular de vacances i esplai per als habitants d'altres zones de Kanagawa i de Tòquio. El terme municipal d'Ōiso limita amb els de Hiratsuka al nord i a l'est i amb Ninomiya a l'oest.

## Història
Ōiso és l'antiga capital de la província de Sagami. La localització exacta del govern provincial establert durant el període Nara no és coneguda amb seguretat, però la tradició i la localització de l'antic municipi de Kokufu (que es pot traduir com a "capital provincial") fan creure que l'antiga capital provincial s'hi trobava ací.
Sent un petit llogaret costaner, Ōiso va estar sota control del clan Hōjō tardà d'Odawara al període Sengoku. Al període Edo, va formar part del feu d'Odawara, creixent com a Ōiso-juku, una posta al Camí de la mar oriental o Tōkaidō, que connectava Edo amb Kyoto. Després de la restauració Meiji, el 1878 la zona passa a formar part del ja desaparegut districte de Yurugi. Amb la nova llei de municipis, l'1 d'abril de 1889 es creà l'actual vila d'Ōisi i el poble de Kokufu, el qual s'integrà dins d'Ōiso l'1 d'abril de 1952. La vila forma part del Naka des del 26 de març de 1896.

## Administració

### Alcaldes
Aquesta és la llista d'alcaldes des de la fundació de l'actual vila d'Ōiso:
- Yasuo Soneda (1954-1962)
- Genra Nakajima (1962-1970)
- Yūto Toyota (1970-1982)
- Kenji Takashima (1982-1990)
- Nobukazu Ishii (1990-1998)
- Kazuo Katano (1998-2002)
- Tatsuo Misawa (2002-2006)
- Masanori Miyoshi (2006-2010)
- Hisao Nakasaki (2010-present)

## Demografia
| 1920   | 1930   | 1940   | 1950   | 1960   | 1970   | 1980   |
| ------ | ------ | ------ | ------ | ------ | ------ | ------ |
| 12.984 | 14.266 | 15.506 | 21.595 | 22.278 | 26.154 | 29.931 |
| 1990   | 2000   | 2010   | 2020   | 2030   | 2040   | 2050   |
| 31.599 | 32.259 | 33.038 | 31.121 | -      | -      | -      |

## Transport

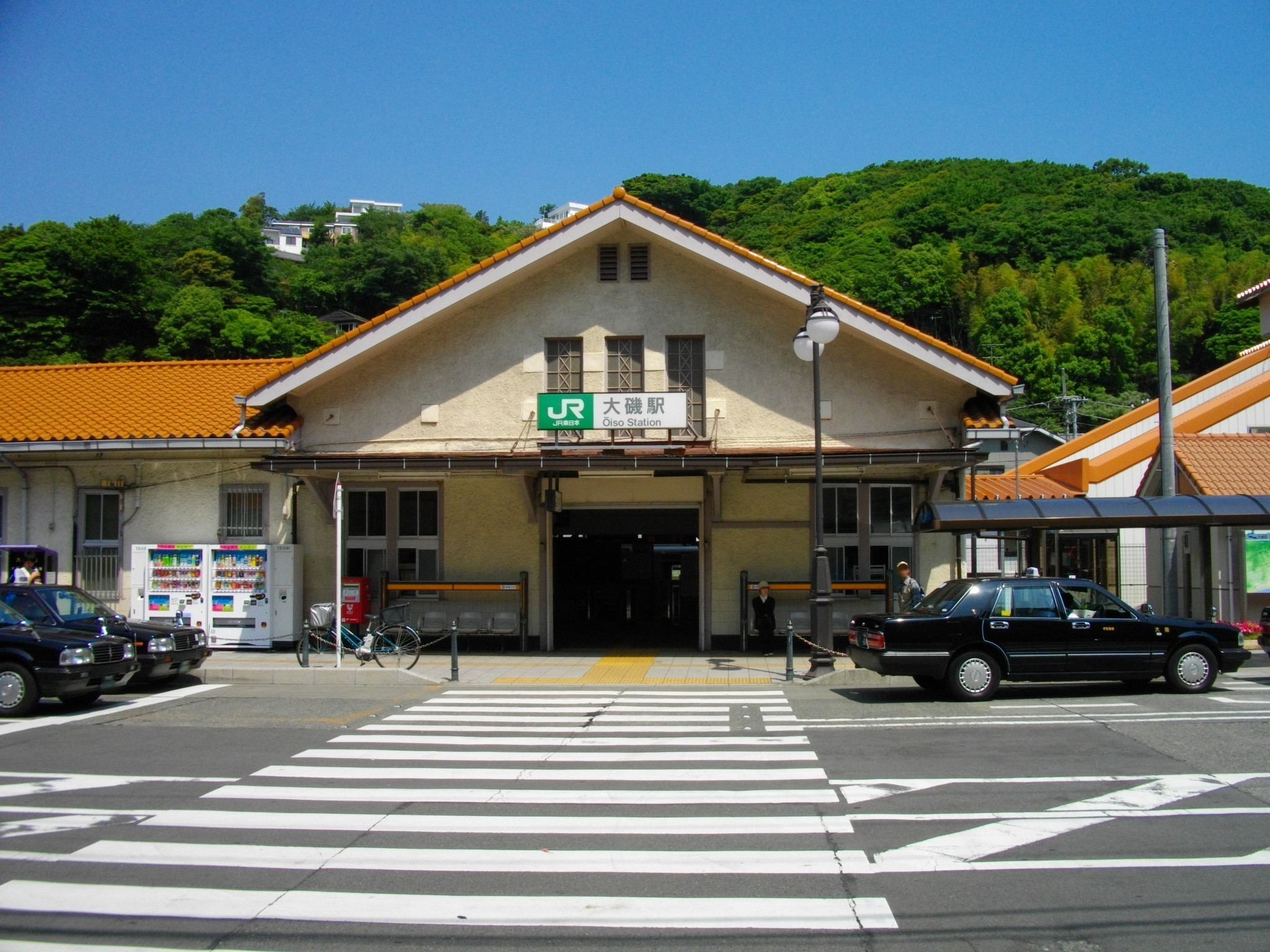
Estació d'Ôiso

### Ferrocarril
- Companyia de Ferrocarrils del Japó Oriental (JR East)
  - Ōiso

### Carretera
- Autopista d'Odawara-Atsugi - Seishō Bypass
- Nacional 1 - Nacional 134
- Xarxa de carreteres prefecturals de Kanagawa

## Agermanaments
- Komoro, prefectura de Nagano, Japó. (19 de setembre de 1968)
- Dayton, Ohio, EUA (19 de setembre de 1968)
- Yamaguchi, prefectura de Nagano, Japó. (29 d'abril de 1973)
- Racine, Wisconsin, EUA. (1 de juliol de 1982)